# Finnisch-namibische Beziehungen
Die finnisch-namibischen Beziehungen beschreiben das aktuelle und historische zwischenstaatliche Verhältnis zwischen Finnland, ehemals auch Großfürstentum Finnland und Namibia, ehemals auch Deutsch-Südwestafrika bzw. Südwestafrika.

## Geschichte

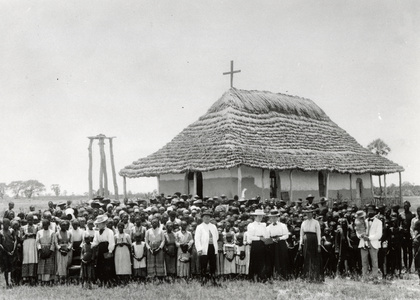
Missionsstation Olukonda/Nakambale (1899)

Finnen waren in der Zeit vor dem deutschen Schutzgebiet Deutsch-Südwestafrika, etwa ab 1870, neben den Schweden und Deutschen die führenden europäischen Missionare und stellten eine größere Gruppe Ausländer im heutigen Namibia. Vor allem spielten finnische Missionare eine wichtige Rolle in der Missionsgeschichte in Namibia. Ab 1869 war die Finnische Evangelisch-Lutherische Missionsgesellschaft im Land aktiv, aus der sich die heutige Evangelisch-Lutherische Kirche in Namibia (ELCIN) bildete.
1867 kam es zur ersten Kontaktaufnahme zwischen der Rheinischen Missionsgesellschaft und der Finnischen Missionsgesellschaft. Am 4. Februar 1896 gelangten die ersten fünf finnischen Missionare ins heutige Namibia. Sie zogen zunächst ab März bzw. April 1896 nach Otjimbingwe und erhielten ab Januar 1871 weitere Unterstützung aus der Heimat. Einer der ersten dieser Missionare war Martti Rautanen, der 1870 durch Carl Hugo Hahn nach Namibia kam und von 1873 bis 1880 die Omandongo-Mission aufbaute. Anschließend ging Rautanen nach Olukonda, wo er mit Karl August Weikkolin 1898 die erste Kirche errichtete.
Ab 1945 gab es eine finnische Schule in Swakopmund, die 1990 geschlossen wurde.
Bis 1960 gab es alleine im Ovamboland mehr als 100 durch die Finnische Evangelisch-Lutherische Missionsgesellschaft entsandte christliche Mitarbeiter. Während des namibischen Befreiungskampfes sank die Zahl in den 1980er Jahren auf lediglich 14. Mit der Unabhängigkeit Namibias 1990 endete die finnische Missionsarbeit.

## Heutige Situation
Die diplomatischen Beziehungen beider Staaten gelten als hervorragend. Namibia unterhält eine Botschaft in Helsinki, während Finnland in Windhoek mit einer vertreten ist. An der Unabhängigkeit Namibias war der finnische Präsident Martti Ahtisaari als Sondergesandter der UNO maßgeblich beteiligt.
Finnland leistet durch seine nationalen Organisationen der Entwicklungszusammenarbeit einen großen Beitrag zum Aufbau Namibias seit 1990.
Der Handel zwischen beiden Staaten bewegt sich auf niedrigem Niveau. Die Exporte Namibia stiegen 2020 auf ein Rekordhoch von 34,6 Millionen Euro, vor allem aufgrund von Bergbauprodukten.
Es bestehen unter anderem Städtepartnerschaften zwischen Windhoek und Vantaa sowie Ondangwa und Keetmanshoop mit Kangasala und Lempäälä.
2020 feierten beide Staaten die 150-jährige Verbundenheit.
Die Finnish-Namibian Society setzt sich für die Zusammenarbeit der beiden Länder ein.